# Ernest De Vriendt
Ernest De Vriendt beter gekend als De Roste Wasser (Gent, 8 november 1879 - Sint-Amandsberg, 31 december 1955) was een Gents volksfiguur, vooral bekend omwille van zijn verschijning en zijn uitzonderlijk beroep.
Hij werd geboren in een bakkersgezin in de Gentse deelgemeente Sint-Amandsberg, maar eens het ouderlijke woonst verlaten begon hij in 1915 een wasserij nabij de Dampoort in diezelfde gemeente. Hij bleef vooral voortleven in het collectieve geheugen als de man die enkele decennia lang het ondergoed ging ophalen in de rosse buurt van Gent. Vandaar zijn bijnaam maar ook omwille van zijn haardos, die naarmate de ouderdom even wit werd als zijn opvallende kiel en strohoed. En onlosmakelijk verbonden met zijn wasmand aan de arm met daarin het ondergoed van de meisjes van plezier.
Tijdens zijn ronde door de stad en voor wat drinkgeld liet hij de cafégangers de inhoud van zijn wasmand zien, daarbij roepend zijn gekende uitdrukking Vive la Liberté, Die geeft ès mijne vriend. Een gesmaakte en van commentaar voorziene uitspraak die trouwens ook bij de reizigers van tram 7 goed bekend was. Op weg van en naar de rosse buurt, soms samen met zijn geit aan de leiband.
Het was trouwens die vreemde uitdrukking en zijn verschijning die argwaan wekte bij de Duitsers tijdens de Tweede Wereldoorlog. Hij werd al eens opgepakt om vervolgens vrijgelaten te worden toen ze beseften welk vlees ze in de kuip hadden.

## Levendig
Zijn figuur en verschijning inspireerde Romain Deconinck en Freek Neirynck tot het schrijven van een toneelstuk over het leven van De Roste Wasser. Een stuk dat regelmatig door de Gentse gezelschappen werd opgenomen en bij sommige jaargangen van de Gentse Feesten op het programma stond. Maar ook bij poppenvoorstellingen en in stripverhalen komt zijn figuur terug tot leven. Het toneelstuk werd trouwens door de krant De Gentenaar uitgegeven in de vorm van een stripverhaal, dat werd getekend door de striptekenaar Buth.